# Edward Linde-Lubaszenko
Edward Ryszard Linde-Lubaszenko (ur. 23 sierpnia 1939 w Białymstoku) – polski aktor filmowy i teatralny.

## Życiorys
Jego ojcem był Niemiec szwedzkiego pochodzenia, Julian Linde, który wyjechał w 1939 z zajętego po wybuchu II wojny światowej przez ZSRR Białegostoku. W 1941 matka z synem Edwardem, z pomocą radzieckiego kapitana Nikołaja Lubaszenki, przeprowadziła się do Archangielska, podając się za rodzinę. O swoim prawdziwym ojcu aktor dowiedział się dopiero w dorosłym życiu. W 1991 postanowił dodać człon Linde do nazwiska Lubaszenko. Jest kuzynem Jana Roszkowskiego, który był burmistrzem Prudnika w latach 1990–1998.
Zdobył I nagrodę I Ogólnopolskiego Studenckiego Konkursu Piosenkarzy w 1962 (ex aequo z Marianem Kawskim). W 1963 zdał aktorski egzamin eksternistyczny. W 1977 ukończył studia na Wydziale Reżyserii Dramatu Państwowej Wyższej Szkoły Teatralnej w Krakowie.
Był rektorem Wyższej Szkoły Komunikowania i Mediów Społecznych im. Jerzego Giedroycia w Warszawie.
Czterokrotnie żonaty. Z małżeństwa z Asją Łamtiuginą ma syna Olafa, a z Beatą Paluch – córkę Beatę, oboje również są aktorami.
Był zapalonym piłkarzem, grał w Reprezentacji Artystów Polskich.

## Odznaczenia[5]
- Krzyż Kawalerski Orderu Odrodzenia Polski
- Złoty Krzyż Zasługi
- Medal 40-lecia Polski Ludowej
- Srebrny Medal „Zasłużony Kulturze Gloria Artis” (2009)[6]
- Złoty Medal "Zasłużony Kulturze Gloria Artis" (2024)

## Filmografia

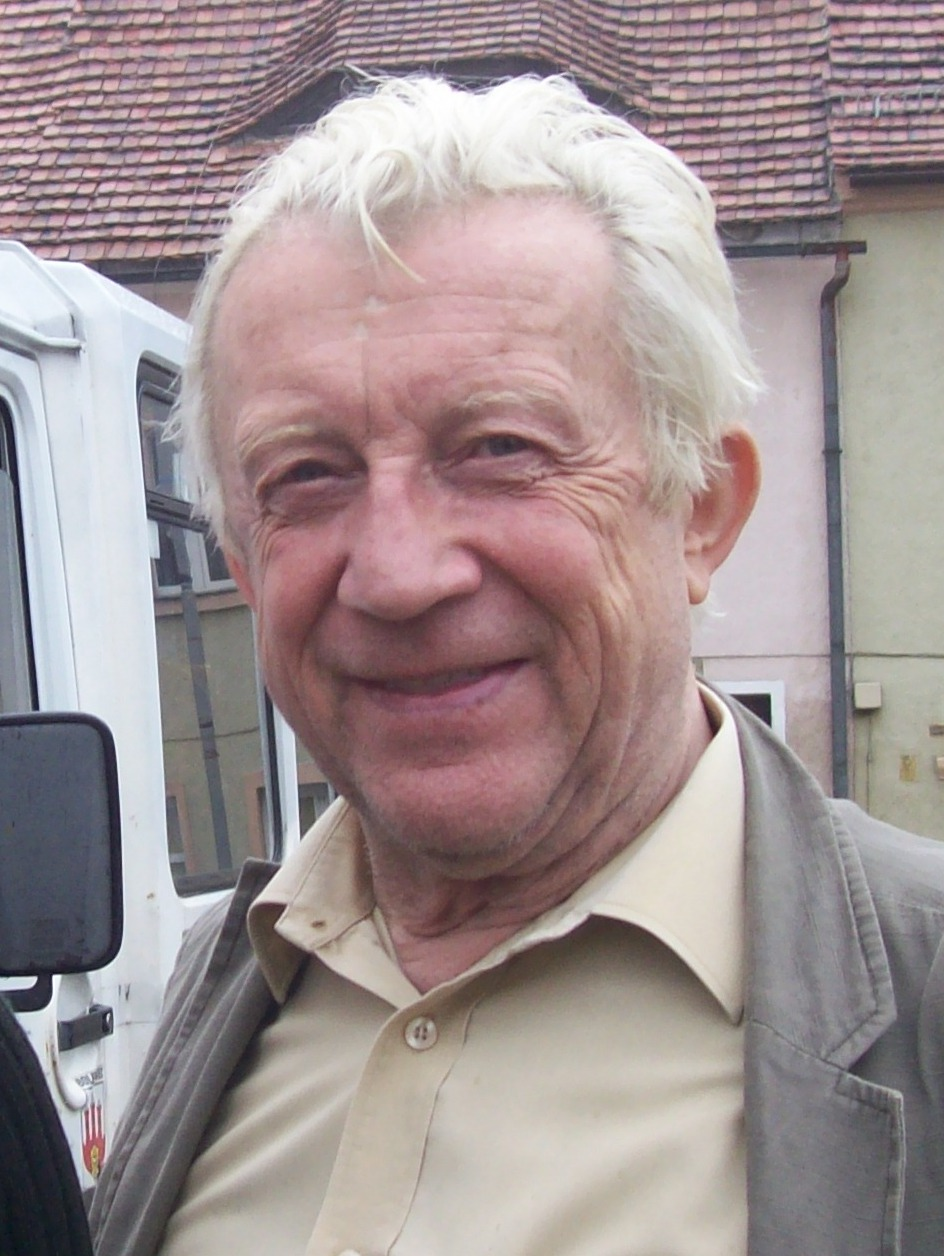
Linde-Lubaszenko (2010)

### Filmy
- 1966: Ktokolwiek wie... jako dziennikarz
- 1967: Upiór jako lokaj
- 1967: Fatalista jako oficer regimentu kaukaskiego
- 1970: Martwa fala jako drugi oficer
- 1971: Trąd jako członek gangu Matusiaka
- 1971: Pierwsza miłość jako doktor Łuszyn
- 1971: Nos jako przyjaciel Kowalewa
- 1971: Diament radży jako pastor
- 1972: Teraz i w każdą godzinę jako lekarz
- 1975: Grzech Antoniego Grudy
- 1976: Próba ciśnienia jako profesor, szef Andrzeja
- 1977: Wejście w nurt jako dyrektor szkoły, szef Anny
- 1978: Sto koni do stu brzegów jako major Wrzos
- 1978: Próba ognia i wody jako inżynier Janicz
- 1980: Kontrakt jako dziennikarz Zygmunt, przyjaciel Piotra
- 1981: Z dalekiego kraju jako ksiądz w Warszawie
- 1982: Oko proroka jako Marek Bystry, ojciec Hanusza
- 1982: Coś się kończy jako reżyser
- 1984: Zamiana jako Witold
- 1984: Remis
- 1984: Przeklęte oko proroka jako Marek Bystry, ojciec Hanusza
- 1984: Kobieta z prowincji jako „Francuz”, mąż Jadźki
- 1984: 1944 (cz. III)
- 1986: Inna wyspa jako Paweł Kucharski, mąż Marty
- 1987: Zero życia jako Jerzy, ojciec Tomka
- 1987: Sonata marymoncka jako ojciec Ryśka
- 1987: Dziennik dla moich ukochanych
- 1988: Piłkarski poker jako stary Grom
- 1989: Światło odbite jako dyrektor wydawnictwa
- 1989: Opowieść o „Dziadach” Adama Mickiewicza. Lawa jako Pelikan w scenie „Balu u Senatora”
- 1991: V.I.P. jako pułkownik Petrykus, wysoki oficer Policji
- 1991: Kroll jako recepcjonista w Grand Hotelu
- 1991: Trzy dni bez wyroku jako Andruszewski „Andrus”; wychowawca w Zakładzie Poprawczym, szef bandy
- 1992: Psy jako Tadeusz Stopczyk, Kapitan SB
- 1993: Pamiętnik znaleziony w garbie jako Antoni
- 1993: Lista Schindlera jako ksiądz w Brinnlitz
- 1994: Psy 2. Ostatnia krew jako Tadeusz Stopczyk, Kapitan UOP
- 1994: Legenda Tatr jako święty Piotr
- 1995: Młode wilki jako ojciec Roberta
- 1995: Dzieje mistrza Twardowskiego jako inkwizytor Albert z Płocka
- 1996: Wirus jako dyrektor „Eurobanku”
- 1996: Słodko gorzki jako ojciec „Mata”
- 1997: Sztos jako Edward „Markiz”
- 1999: Operacja Samum jako kardiolog, przyjaciel Mayera
- 2000: Chłopaki nie płaczą jako rektor Rudolf
- 2001: Poranek kojota jako Krzysztof Jarzyna ze Szczecina
- 2002: E=mc² jako profesor Sowa, dziekan wydziału
- 2005: Karol. Człowiek, który został papieżem jako ks. bp. Henryk Gulbinowicz
- 2006: Na cz@tach jako terapeuta
- 2009: Złoty środek jako Józef, dziadek Mirki
- 2009: Piksele jako śpiący doktor
- 2009: Orkiestra niewidzialnych instrumentów jako ojciec Piotra
- 2011: Sztos 2 jako Edward „Markiz”
- 2011: Róża jako niemiecki pastor na Mazurach
- 2012: Niebo jako dziadek Janka
- 2012: Komisarz Blond i Oko sprawiedliwości jako Frank Forsyth
- 2013: Piotrek the 13th 2 jako ojciec Michała
- 2019: Futro z misia jako Zdzisław Malina ze Świnoujścia
- 2019: Proceder jako terapeuta
- 2020: Psy 3. W imię zasad jako Tadeusz Stopczyk, emerytowany Major UOP

### Seriale telewizyjne
- 1968: Stawka większa niż życie jako oficer Wehrmachtu (odc. 11)
- 1973: Droga jako dyspozytor w bazie PKS
- 1977: Żołnierze wolności jako Edward Gierek (odc. 2)
- 1977–1978: Układ krążenia jako Bognar
- 1984: Trzy młyny jako dziedzic (odc. 1)
- 1985: Temida jako Stolarski (odc. 2)
- 1985: Oko proroka czyli Hanusz Bystry i jego przygody jako Marek Bystry
- 1988: Pole niczyje jako Napierała
- 1988: Crimen jako lekarz Reuben
- 1988–1991: Pogranicze w ogniu jako Clark, gość angielski w Berlinie (odc. 7)
- 1996: Miejsce zbrodni jako Jan (odc. 349)
- 1996: Ekstradycja 2 jako agent rosyjski (odc. 6)
- 2001: Marszałek Piłsudski jako Józef Wincenty Piłsudski, ojciec Piłsudskiego (odc. 1)
- 2003: Kasia i Tomek jako Tomasz, ojciec Tomka
- 2005−2007: M jak miłość jako Teodor Nowicki
- 2005: Dom niespokojnej starości jako major Jaźwina-Krupaczewski
- 2006: Niania jako Witold Łapiński, ojciec Karoliny (odc. 20)
- 2008: Barwy szczęścia jako Ryszard Pyrka
- 2009: Ojciec Mateusz jako Andrzej, uczestnik wycieczki (odc. 16)
- 2009: Na dobre i na złe jako chirurg Edward Zander (odc. 384 i 387)
- 2010: Klub szalonych dziewic jako Roman Załuski, ojciec Edyty (odc. 3)
- 2012: Prawo Agaty jako sędzia Michałowski (odc. 15)
- 2016: Artyści jako portier Marek Popieł[7][8]
- 2017: Belle Epoque jako Orest Edigey-Korycki, ojciec Jana
- 2017: Miasto skarbów jako Nathan Sharon, brat Moryca
- 2021: Receptura[9] jako Krzysztof Mazur

### Polski dubbing
- 2011: Killzone 3 jako Jorhan Stahl

## Role teatralne
- Kopciuszek (spektakl telewizyjny, 1987) jako narrator
- Encyklopedia duszy rosyjskiej (2010) jako Edward Nikołajewicz, robotnik „Gazpromu”
- Moskwa – Pietuszki (2013)
- Wysocki. Powrót do ZSRR (Teatr Nowy w Krakowie) jako ojciec Wysockiego (2014)

## Polityka
W wyborach do Parlamentu Europejskiego w 2004 był kandydatem Socjaldemokracji Polskiej.